# Награда „Печат времена”
Награда „Печат времена” је годишња награда коју је установио часопис Печат 2011. године. Додељује се у две категорије, за књижевност и за науку и друштвену теорију.
Награде се према замисли утемељивача награде, додељују се ауторима, односно делима која су током једне календарске године значајно обележила национално књижевно стваралаштво, као и области националних друштвено-историјских, културолошких, филозофских и ширих теоријских и политичких истраживања. Награду „Печат времена” чине Повеља и новчани износ. Уручење се приређује 12. маја, на дан Светог Василија Острошког, у Југословенској кинотеци, у Узун Мирковој.

## Добитници

### Награда за књижевност
- 2011 — Матија Бећковић, за књигу Пут којег нема.[2]
- 2012 — Рајко Петров Ного, за књигу Запиши и напиши.
- 2013 — Милован Данојлић, за књигу Писма без адресе.
- 2014 — Иван Негришорац, за књигу Камена чтенија.
- 2015 — Никола Маловић, за књигу Једро наде.
- 2015 — Славица Гароња, за књигу Повратак у Аркадију.
- 2016 — Владимир Кецмановић, за роман Осама.[3]
- 2017 — Лабуд Драгић, за роман Кукавичја пилад.
- 2017 — Мирослав Максимовић, за збирку поезије Бол.
- 2018 — Радован Бели Марковић, за роман Плава капија.
- 2019 — Гојко Ђого, за збирку песама Клупко.[4]

### Награда за науку и друштвену теорију
- 2011 — Милорад Екмечић, за књигу Дуго кретање између клања и орања – Историја Срба у новом веку (1492–1992).[5]
- 2012 — Чедомир Попов, за књигу Грађанска Европа (1770–1914) III – Друштвена и политичка историја Европе (1871–1914).[6]
- 2013 — Мило Ломпар, за књигу Дух самопорицања.
- 2013 — Славенко Терзић, за књигу Стара Србија – драма једне цивилизације.[7]
- 2014 — Василије Крестић, за књигу Срби у Угарској 1790–1918.[8]
- 2015 — Злата Бојовић, за књигу Историја дубровачке књижевности.
- 2015 — Слободан Вуковић, Етика западних медија. Антисрпска пропаганда и „хуманитарна“ интервенција.[9]
- 2016 — Милован Витезовић, за књигу Вук наш насушни.[10]
- 2017 — Миломир Степић, за књигу Геополитика – Идеје, теорије, концепције.[11]
- 2018 — Борис Булатовић, за књигу Оклеветана књижевност.[12]
- 2018 — Радослав Гаћиновић, за књигу, Насиље над Србима у 20. вијеку.
- 2019 — Живадин Јовановић, за дело 1244 – кључ мира у Европи.
- 2019 — Владо Стругар, за књигу Југословенски 1. децембар 1918. године.